# Couvent de Marcassu
Le couvent de Marcassu est un couvent fondé par les frères franciscains en 1621, situé à Cateri, en Corse.

## Localisation
Le couvent de Marcassu est situé dans le département français de Haute-Corse, sur la commune de Cateri en contrebas de la route de Lavatoggio et domine toute la plaine d'Aregno.

## Historique
Édifié en 1621 sur les ruines du Castello de Marcassu datant du Xe siècle. 
En 1789, le couvent de Marcassu fut décrété bien national et vendu aux enchères à Joseph Salvini de Nessa après l'expulsion des frères franciscains qui l'occupait. 
En 1806, Joseph Salvini vendit les 2 grosses cloches (achetées par la fabrique de Sant Antonio) et les orgues. Il céda également le maître autel en marbre polychrome qui orne désormais l'église de Cateri. 
En 1997, la communauté des frères mineurs qui se trouvait à Marcassu a quitté le couvent laissant la communauté bénédictine Notre Dame d’Espérance prendre le relais jusqu’en 2014. 
En 2019, le couvent accueille les sœurs de la communauté du Rosier de l'Annonciation. 
Les tableaux suivants, tous propriétés de la commune, ont été classés au titre des Monuments historiques en 1992 :
- « L'Ange Gardien » (XVIIe siècle)[2],
- « Saint Pierre d'Alcantara en extase devant la Croix et les donateurs » (XVIIe siècle)[3],
- « Dieu le Père, l'Annonciation, saint Joseph, saint François et deux donateurs » (1661)[4],
- « La Cène »  (XVIIe siècle)[5],
- « Vierge à l'Enfant avec saint Joseph » (XVIIIe siècle)[6].

Les stalles du chœur en bois taillé, ciré, ainsi que les meubles et lambris de revêtement (boiseries) de la sacristie sont également classés.
Il est retenu pour bénéficier du loto du patrimoine en avril 2021.

## Architecture
Il se compose d'environ 40 salles, d'un cloître et d'une église; cette dernière fût en ce temps l'église paroissiale de Cateri. 